# São Pedro (Celorico da Beira)
São Pedro is een plaats (freguesia) in de Portugese gemeente Celorico da Beira en telt 1 387 inwoners (2001).